# Coburger Tageblatt
Das Coburger Tageblatt ist eine Tageszeitung in Coburg und Umgebung. Es erscheint Montag bis Samstag. Die verkaufte Auflage beträgt 7882 Exemplare, ein Minus von 50 Prozent seit 1998. Zusammen mit den Tageszeitungen Fränkischer Tag, Bayerische Rundschau, und Saale-Zeitung gehört das Coburger Tageblatt zur Mediengruppe Oberfranken. Die Zeitungen teilen sich eine überregionale Redaktion und betreiben jeweils ein Online-Portal.

## Geschichte
1886 wurde die Zeitung von dem Verleger Friedrich Riemann gegründet, redigiert vom Besitzer Theodor Hermann Wechsung und verlegt von der Riemann’schen Hofbuchhandlung. Das Coburger Tageblatt – Generalanzeiger für Stadt und Land – Organ für Politik, Lokalgeschichte, Handels- und Geschäftsverkehr sollte die Stimme der liberalen Kräften werden. Von 1893 bis 1908 war Otto Kirchhof aus Sondershausen Herausgeber der Zeitung. Es folgte als Verleger Friedrich Colbatzky. 1936 wurde die Zeitung von den Nationalsozialisten enteignet und 1940 mit der Coburger Nationalzeitung zusammengelegt, 1942 kam es zur Löschung des Zeitungstitels.
Die Familie Colbatzky gründete das Coburger Tageblatt nach dem Ende des Zweiten Weltkrieges im Jahre 1945 neu. Vier Jahre später, also im Jahr 1949, folgte die Aufhebung der Zwangsverpachtung durch die Militärregierung. Hans-Georg Ehrhardt erhielt eine Zeitungslizenz, so dass Paula Colbatzky mit seiner Hilfe in den Hofbräuräumen an der Mohrenstraße wieder mit der Herstellung des Coburger Tageblatts beginnen konnte. Hanns Thormann wurde Chefredakteur und blieb bis 1962 in diesem Amt.
Das Coburger Tageblatt wurde 1971 von Friedrich-Herbert Colbatzky an den E. C. Baumann-Verlag in Kulmbach verkauft. Der Kulmbacher Verleger Horst Uhlemann gab von da an als zweite Tageszeitung neben der Bayerischen Rundschau das Coburger Tageblatt heraus. 2003 übernahm der Verlag Fränkischer Tag Bamberg die Mehrheit an der Baumann GmbH & Co. KG. Aus diesem Umstand heraus ergab sich der weitere Fortbestand als Coburger Tageblatt Verlag & Medien GmbH & Co. KG mit unabhängiger Lokal-, Sport- und Kulturredaktion in Coburg. Seit 2009 ist das Coburger Tageblatt Teil der Mediengruppe Oberfranken.

## Auflage
Das Coburger Tageblatt hat wie die meisten deutschen Tageszeitungen in den vergangenen Jahren an Auflage eingebüßt. Die verkaufte Auflage ist in den vergangenen 10 Jahren um durchschnittlich 3,9 % pro Jahr gesunken. Im vergangenen Jahr hat sie um 5,8 % abgenommen. Sie beträgt gegenwärtig 7882 Exemplare. Der Anteil der Abonnements an der verkauften Auflage liegt bei 88,5 Prozent.
| 1998  | 1999  | 2000  | 2001  | 2002  | 2003  | 2004  | 2005  | 2006  | 2007  | 2008  | 2009  | 2010  | 2011  | 2012  | 2013  | 2014  | 2015  | 2016  | 2017  | 2018  | 2019  | 2020  | 2021  | 2022 | 2023 | 2024 |
| ----- | ----- | ----- | ----- | ----- | ----- | ----- | ----- | ----- | ----- | ----- | ----- | ----- | ----- | ----- | ----- | ----- | ----- | ----- | ----- | ----- | ----- | ----- | ----- | ---- | ---- | ---- |
| 15755 | 15368 | 14913 | 14753 | 14645 | 14424 | 14224 | 13975 | 14017 | 13794 | 13597 | 13748 | 13535 | 13430 | 13236 | 12856 | 12366 | 12100 | 11769 | 11830 | 11466 | 11013 | 10563 | 10160 | 9384 | 8853 | 8340 |